# Liste de visual novels
Liste de romans vidéoludiques
Cette liste de visual novels (également appelés romans vidéoludiques) recense des jeux vidéo s'inscrivant dans le genre des visual novels.
Note
Si vous ne trouvez pas un visual novel dans cette liste n'hésitez pas à vérifier s'il se trouve dans la catégorie des visual novels.
- Haut – A
- B
- C
- D
- E
- F
- G
- H
- I
- J
- K
- L
- M
- N
- O
- P
- Q
- R
- S
- T
- U
- V
- W
- X
- Y
- Z

## 0-9
- 11eyes : Tsumi to batsu to aganai no shōjo
- 12Riven: The Psi-Climinal of Integral
- 428: Shibuya Scramble
- 999: Nine Hours, Nine Persons, Nine Doors

## A
- Ace Attorney
- Ai yori aoshi
- Air
- Akane Maniax
- Akane-Iro ni Somaru Saka
- Alice au royaume de cœur
- Amnesia
- Analogue: A Hate Story
- Angel Beats!
- Anonymous;Code
- Aoi Shiro
- Aokana: Four Rhythm Across the Blue

## B
Pas d'entrée.

## C
- Canvas 2: Niji Iro no Sketch
- Cartagra ~Tsuki kurui no Yamai~
- Cave du Temps
- Chaos;Head NoAH
- Clannad
- Code 18
- Corde d'or, La

## D
- Da Capo
- Da Capo II
- Da Capo III
- Da Capo 4
- Dal Segno
- Danganronpa 2: Goodbye Despair
- Danganronpa V3: Killing Harmony
- Danganronpa: Trigger Happy Havoc
- Dark Train: Coupe
- DearS
- Diabolik Lovers: Dark Fate
- Diabolik Lovers: Haunted Dark Bridal
- Diabolik Lovers: Lost Eden
- Diabolik Lovers: Lunatic Parade
- Diabolik Lovers: More, Blood
- Diabolik Lovers: Vandead Carnival
- Digital: A Love Story
- Divi-dead
- Doki Doki Literature Club!
- Doki Doki Majo Shinpan!
- Don't Take It Personally, Babe, It Just Ain't Your Story
- Dramatical Murder
- Dream Daddy: A Dad Dating Simulator
- DS Dengeki Bunko: Iria no Sora
- DS Dengeki Bunko: Iria no Sora, UFO no Natsu II

## E
- Eden*
- Ef: A Fairy Tale of the Two
- Eve: Burst Error
- Ever 17: The Out of Infinity
- Everlasting Summer

## F
- Fate/hollow ataraxia
- Fate/stay night
- Fruit de la Grisaia, Le
- Full Metal Daemon: Muramasa
- Futakoi alternative

## G
- Gadget Invention, Travel and Adventure
- Gensō Suikogaiden
- Girls Bravo Romance 15's

## H
- Hakuōki SSL: Sweet School Life
- Hakuōki: Demon of the Fleeting Blossom
- Hakuōki: Edo Blossoms
- Hakuōki: Kyōka Roku
- Hakuōki: Kyoto Winds
- Hakuōki: Memories of the Shinsengumi
- Hakuōki: Reimeiroku
- Hakuōki: Shinkai - Fūkaden
- Hakuōki: Stories of the Shinsengumi
- Hakuōki: Warriors of the Shinsengumi
- Hakuōki: Yūgi Roku
- Hakuōki: Yūgi Roku - Taishitachi no Daienkai
- Hakuōki: Yūgi Roku Ni - Matsuri Hayashi to Taishitachi
- Hakuōki: Zuisōroku
- Hatoful Boyfriend
- House in Fata Morgana, The

## I
- Ichigo Mashimaro
- If My Heart Had Wings
- Imouto Paradise! 2
- Island

## J
Pas d'entrée.

## K
- Kaitō Tenshi Twin Angel Maboroshi no Shōjo
- Kanojo x Kanojo x Kanojo: Dokidoki Full Throttle
- Kanojo x Kanojo x Kanojo: Sanshimai to no DokiDoki Kyōdō Seikatsu
- Kanokon Esuii
- Kanon
- Kara no Shōjo
- Kara no Shōjo: The Second Episode
- Kashimashi! Girl Meets Girl
- Katawa Shōjo
- Kikokugai: The Cyber Slayer
- Kimi ga nozomu eien
- Kira ~ Fleur des neiges
- Kizuato
- Kono Hareta Sora no Shita de
- Kud Wafter

## L
- Ladykiller in a Bind
- Little Busters!
- Love Story
- Lux-Pain

## M
- Moon.

## N
- Nanatsuiro Drops
- Narcissu
- Narcissu: Side 2nd
- Necrobarista
- Nekopara
- Nekojishi
- Neon Genesis Evangelion: Girlfriend of Steel
- Neon Genesis Evangelion: Girlfriend of Steel 2nd
- Never 7: The End of Infinity
- Nichijō: Uchūjin
- Nogizaka Haruka no Himitsu: Cosplay Hajimemashita
- Nogizaka Haruka no Himitsu: Dōjinshi Hajimemashita
- Novena Diabolos

## O
- Odyssée de Kino, L'
- Ōkami kakushi
- One: Kagayaku Kisetsu e
- Oretachi ni Tsubasa wa Nai
- Otome wa boku ni koishiteru

## P
- Phantom: Requiem for the Phantom
- Planetarian ～chiisana hoshi no yume～
- Popotan
- Portopia Serial Murder Case, The
- Ppoi!
- Princess Lover!
- Prism Ark
- Psycho-Pass: Mandatory Happiness

## Q
Pas d'entrée.

## R
- Radical Dreamers: Nusumenai Hōseki
- Ranma ½ Byakuran Aika
- Really? Really!
- Remember 11: The Age of Infinity
- Rewrite
- Robotics;Notes
- Routes

## S
- Sakura Wars
- Saya no uta
- School Days
- Sekirei: Mirai Kara no Okurimono
- Shion no Ō: The Flowers of Hard Blood
- Shizuku
- Shuffle!
- Snow
- Sono hanabira ni kuchizuke o
- Soul Link
- Steins;Gate
- Steins;Gate 0
- Strawberry Panic! Girls' School in Fullbloom
- Sweet Pool

## T
- Tick! Tack!
- To Heart
- To Heart 2
- Togainu no Chi
- Tokyo Necro
- Tomoyo After: It's a Wonderful Life
- Trauma Center: New Blood
- Trauma Center: Second Opinion
- Trauma Center: Under the Knife
- Trauma Center: Under the Knife 2
- Trauma Team
- Tsukihime

## U
- Urakata Hakuōki
- Urakata Hakuōki: Akatsuki no Shirabe
- Utawareru mono
- Uwaki Kareshi, The

## V
- VA-11 Hall-A
- Virtue's Last Reward

## W
- White Album
- White Album 2

## X
- X-Change
- Xblaze Code: Embryo
- Xblaze Lost: Memories

## Y
- Yoake mae yori ruri iro na
- Yosuga no Sora
- Your Diary
- Yowamushi Pedal: Ashita e no High Cadence

## Z
- Zero no Tsukaima: Maigo no Period to Ikusen no Symphony
- Zero no Tsukaima: Muma ga Tsumugu Yokaze no Nocturne
- Zero no Tsukaima: Shō-akuma to Harukaze no Concerto